# Thor Högdahl
Thor Axel Högdahl, född 31 juli 1879 i Svenljunga församling, Älvsborgs län, död 17 maj 1931 i Katarina församling, Stockholm, var en svensk författare och journalist. 
Thor Högdahl var 1909-27 sekreterare i Svenska naturskyddsföreningen och 1910-31 redaktör för dess tidskrift Sveriges Natur. Högdahl var en av de första, som framhöll nödvändigheten av naturskydd i Sverige. Genom en mängd artiklar i Sveriges natur, andra tidskrifter och i dagspressen verkade Högdahl outtröttligt för sina tankegångar och torde mer än någon annan ha bidragit till förståelsen hos en bredare allmänhet för naturskyddstanken. Bland Högdahls skrifter märks Nya jaktboken (1913) och Naturskydd i Sverige (1925). Han framträdde även som skönlitterär författare i bland annat Naturmålningar och vildmarkssagor (1906), Karin-Kejsarinna (1908) och Gammel-Ante (1923).

## Verk
- Gammel-Ante: En bok om havsörnen och andra skärgårdens fåglar
- Karin-Kejsarinna
- Emil Bäcklin 70 år
- Karl Starbäck 60 år
- "Killerödseken" i Billinge.
- Knut Knutson.
- Naturmålningar och vildmarkssagor
- Naturskydd i Stockholm
- Naturskydd i Sverige
- Nya jaktboken
- Rovfågelfångsten med sax.
- Stagnelius' valnötsträd
- Strandhugg i sörmländska skärgården
- Stympandet av Stora Sjöfallets
- Särö och Västerskog
- Th. Örtenblad.
- Wilhelm Klemming.